# Heidi Zacher
Heidi Zacher (* 17. März 1988 in Bad Tölz) ist eine deutsche Freestyle-Skierin. Sie ist auf die Disziplin Skicross spezialisiert.

## Biografie
Zacher begann ihre Sportkarriere im Januar 2004 als alpine Skiläuferin, als sie im Alter von 15 Jahren erstmals bei FIS-Rennen an den Start ging. Mit Siegen bei zwei internationalen Juniorenslaloms Anfang Januar 2006 sicherte sie sich zugleich den Titel als Bayerische Jugendmeisterin, der bei diesen Bewerben vergeben wurde. Trotzdem gelang ihr der internationale Durchbruch nicht und sie kam nicht über Starts bei FIS-Rennen hinaus. Im Februar und März 2007 wurde sie deutsche Hochschulmeisterin und belegte kurz darauf bei den deutschen Riesenslalom-Meisterschaften den siebten Rang. Diese Ergebnisse verhalfen ihr jedoch nicht zu einer Berufung in die DSV-Kader, sodass sie nach dem Saisonende 2006/07 keine weiteren Rennen mehr bestritt.
Im Herbst 2008 kehrte Zacher in den internationalen Sport zurück, nun in der Disziplin Skicross. In Grasgehren folgte am 21. Dezember die erste Teilnahme am Europacup. Am 5. Januar 2009 nahm sie in St. Johann in Tirol erstmals an einem Weltcuprennen teil und belegte dabei Platz 17. Beim dritten Wettkampf im französischen Flaine fuhr sie auf den zehnten Platz. Mit weiteren Top-20-Ergebnissen etablierte sich Zacher im Weltcup und wurde für die Weltmeisterschaften 2009 nominiert, obwohl sie im Herbst zuvor noch nicht einmal dem Nationalkader angehört hatte. Im WM-Rennen in Inawashiro schied sie im Viertelfinale aus und belegte die 16. Position.
In der Saison 2009/10 qualifizierte sich Zacher mit zwei 14. Plätzen für die olympischen Wettbewerbe 2010 in Vancouver. Dort fuhr sie auf den 20. Platz. Als Dritte in Innichen am 19. Dezember 2010 stand sie erstmals auf dem Podest eines Weltcuprennens. Am 7. Januar 2011 gelang ihr beim Wettbewerb in St. Johann der erste Weltcupsieg. Dank zweier weiterer Podestplätze führte sie mehrere Wochen lang die Weltcup-Disziplinenwertung an, musste sich aber im zweitletzten Rennen von Anna Holmlund überholen lassen. Am 7. Januar 2012 brach sich Zacher in St. Johann bei einem Sturz im Finaldurchgang einen Unterschenkel und musste die Saison 2011/12 vorzeitig beenden. Mit drei Top-10-Ergebnissen war ihre Bilanz im Weltcupwinter 2012/13 etwas durchzogen, bei den Weltmeisterschaften 2013 in Voss fuhr sie auf Platz 12.
Zacher qualifizierte sich mit einem dritten Platz in Innichen für die Olympischen Winterspiele 2014 in Sotschi, wo sie Platz 18 erreichte. Im weiteren Verlauf der Saison 2013/14 gelangen ihr drei Top-10-Ergebnisse. Erneut durchzogen verlief die Saison 2014/15 mit zwei Ergebnissen unter den besten zehn. Das beste Ergebnis in diesem Winter erzielte sie mit dem fünften Platz bei den Weltmeisterschaften 2015 am Kreischberg. Eine deutliche Verbesserung gelang Zacher in der Saison 2015/16: Sie gewann das Rennen in Innichen und belegte am Watles den dritten Platz, was in der Weltcup-Disziplinenwertung Rang 6 ergab.
Noch erfolgreicher war Zacher in der Weltcupsaison 2016/17. Sie gewann zweimal in Innichen sowie auf dem Feldberg. Hinzu kamen zwei dritte Plätze, was in der Disziplinenwertung den vierten Rang ergab. Beim Saisonhöhepunkt, den Weltmeisterschaften 2017 in der Sierra Nevada, zog sie in den Finallauf ein, verpasste aber als Vierte knapp eine Medaille. Zu Beginn der Saison 2017/18 zeigte Zacher weiterhin hervorragende Leistungen. Sie gewann erneut in Innichen, hinzu kamen drei zweite und ein dritter Platz. Beim Training in Idre zog sie sich am 15. Januar 2018 einen Kreuzbandriss im linken Knie zu und musste darauf die Saison abbrechen.
Nach einem siebten Platz in Innichen fuhr Zacher am 19. Januar 2019 im schwedischen Idre Fjäll zu ihrem siebten Weltcupsieg.

## Erfolge

### Olympische Spiele
- Vancouver 2010: 20. Skicross
- Sotschi 2014: 18. Skicross

### Weltmeisterschaften
- Inawashiro 2009: 16. Skicross
- Deer Valley 2011: 7. Skicross
- Voss 2013: 12. Skicross
- Kreischberg 2015: 5. Skicross
- Sierra Nevada 2017: 4. Skicross

### Weltcupwertungen
| Saison  | Gesamt | Gesamt | Skicross | Skicross |
| Saison  | Platz  | Punkte | Platz    | Punkte   |
| ------- | ------ | ------ | -------- | -------- |
| 2008/09 | 78.    | 10     | 22.      | 102      |
| 2009/10 | 82.    | 7      | 30.      | 72       |
| 2010/11 | 6.     | 56     | 2.       | 612      |
| 2011/12 | 73.    | 12     | 23.      | 112      |
| 2012/13 | 81.    | 16     | 19.      | 157      |
| 2013/14 | 43.    | 26     | 10.      | 284      |
| 2014/15 | 93.    | 8,64   | 22.      | 95       |
| 2015/16 | 17.    | 43,25  | 6.       | 519      |
| 2016/17 | 15.    | 50,46  | 4.       | 656      |
| 2017/18 | 11.    | 47,40  | 4.       | 474      |
| 2018/19 | 33.    | 31,64  | 9.       | 348      |
| 2019/20 | 91.    | 13,91  | 18.      | 153      |

### Weltcupsiege
Zacher errang im Weltcup bisher 18 Podestplätze, davon 7 Siege:
| Datum             | Ort                 | Land        |
| ----------------- | ------------------- | ----------- |
| 7. Januar 2011    | St. Johann in Tirol | Österreich  |
| 19. Dezember 2015 | Innichen            | Italien     |
| 21. Dezember 2016 | Innichen            | Italien     |
| 22. Dezember 2016 | Innichen            | Italien     |
| 4. Februar 2017   | Feldberg            | Deutschland |
| 21. Dezember 2017 | Innichen            | Italien     |
| 19. Januar 2019   | Idre                | Schweden    |

### Europacup
- Saison 2008/09: 9. Skicross-Wertung
- 3 Podestplätze, davon 1 Sieg

### Weitere Erfolge
- 1 deutscher Meistertitel (2011)